# Christian Baumann
Pour les articles homonymes, voir Baumann.
Christian Baumann (né le 25 février 1995) est un gymnaste artistique suisse.
Il est médaillé d'argent aux barres parallèles aux Championnats d'Europe de gymnastique artistique 2015 à Montpellier. Aux Championnats d'Europe de gymnastique artistique 2016 à Berne, il est médaillé de bronze par équipes et au cheval d'arçons.
Il obtient la médaille de bronze aux barres parallèles aux Championnats d'Europe de gymnastique artistique 2021 à Bâle.